# Cầu Kiến An
Cầu Kiến An là một cây cầu bắc qua sông Lạch Tray, nối liền quận Kiến An với quận An Dương thuộc thành phố Hải Phòng, Việt Nam.
Cầu nằm trên tỉnh lộ 351, kết nối các phường Bắc Sơn, Ngọc Sơn và Trần Thành Ngọ (trung tâm quận Kiến An) với phường Hồng Thái (thuộc quận An Dương).
Trước đây, cầu Kiến An là một cây cầu treo bắc qua sông Lạch Tray, được đưa vào sử dụng từ năm 1974. Vào ngày 2 tháng 2 năm 2002, cầu được khởi công xây mới với thiết kế vĩnh cửu bằng bê tông cốt thép. Cầu Kiến An mới có chiều dài 252,3m, gồm 5 nhịp và rộng 12m. Công trình được khánh thành vào đầu năm 2005.